# 孫文舉
孫文舉（1965年9月—），男，黑龙江宾县人丶中共軍事人物丶中共政治人物丶中共黨員，中國人民解放軍少將軍銜。

## 生平
曾任中國人民解放軍駐澳門部隊政治委員丶驻港部队政治工作部副主任丶2023年9月出任浙江省軍區政委  ，由 林慶華少將接任駐澳門部隊政委。2024年1月，孫文舉兼任浙江省委常委。